# Sonic the Hedgehog CD
Sonic the Hedgehog CD (ソニック・ザ・ヘッジホッグCD, Sonikku za Hejjihoggu Shī Dī) é um jogo eletrônico da série Sonic the Hedgehog, lançado para Sega CD em 1993 e para computadores pessoais em 1995. Foi relançado em dezembro de 2011 em alta resolução para o Xbox Live Arcade, Playstation Network, computadores, iOS, e Android, em 14 de Novembro de 2012, para o Windows Phone 7 e 8, e em agosto de 2013 chega para o console Ouya. Sua ultima versão se encontra dentro da coletânea Sonic Origins, lançada em 2022 para o PC (via Steam e Epic Games Store) e consoles da oitava e nona geração. Nas versões em HD, é possível jogar com Tails, e em Origins, com Knuckles e Amy (após o lançamento da DLC Plus).

## Jogabilidade
A jogabilidade é praticamente idêntica a dos jogos anteriores, porém com algumas leves mudanças: agora o ato 3 se passa no tempo futuro, que pode ser bom ou ruim. Para que faça-se um bom futuro, Sonic deve voltar ao passado nos atos 1 e 2 por meio das placas com a inscrição "Past", tomando velozes impulsos, ou conseguindo obter todas as Time Stones, joias poderosas do Little Planet e similares as Esmeraldas do Caos (com a exceção de que elas não servem para transformar o ouriço em Super Sonic). Uma vez no passado, ele deverá achar um gerador de robôs e destruí-lo. Caso não consiga, ou consiga só em um dos atos, irá automaticamente para o mau futuro. Sonic também pode ir para o futuro após passar por uma placa "Future" e pegar impulso o suficiente, e seu tipo pode variar dependendo das ações feitas no passado da fase.

## Enredo
A história se passa no Little Planet, um pequeno mundo que surge em Never Lakes durante um mês do ano. Nele, o passado, o presente e o futuro se unem formando as Time Stones, pedras que dão o poder de viajar no tempo. Eggman descobre a existência delas e decide encontrá-las antes de Sonic. Para impedir o ouriço, Eggman cria Metal Sonic, réplica metálica do Sonic, que captura Amy Rose. Cabe a Sonic salvá-la, destruir Metal Sonic e acabar com os planos de Eggman.

## Lançamento
O jogo possui duas versões: japonesa e americana. A trilha sonora original foi composta por Naofumi Hataya e Masafumi Ogata, enquanto a versão norte-americana foi composta por Spencer Nilsen, David Young e Sterling Crew (créditado apenas como "Sterling"). O tema de abertura no Japão é "Sonic - You Can Do Anything" cantada por Keiko Utoku. Já na versão americana é "Sonic Boom" de Pastiche, como também foi tocada em uma outra versão para o encerramento após finalizar o jogo. Na versão japonesa, é tocada "Cosmic Eternity - Believe In Yourself" da Utoku Keiko. 